# Hammarsee

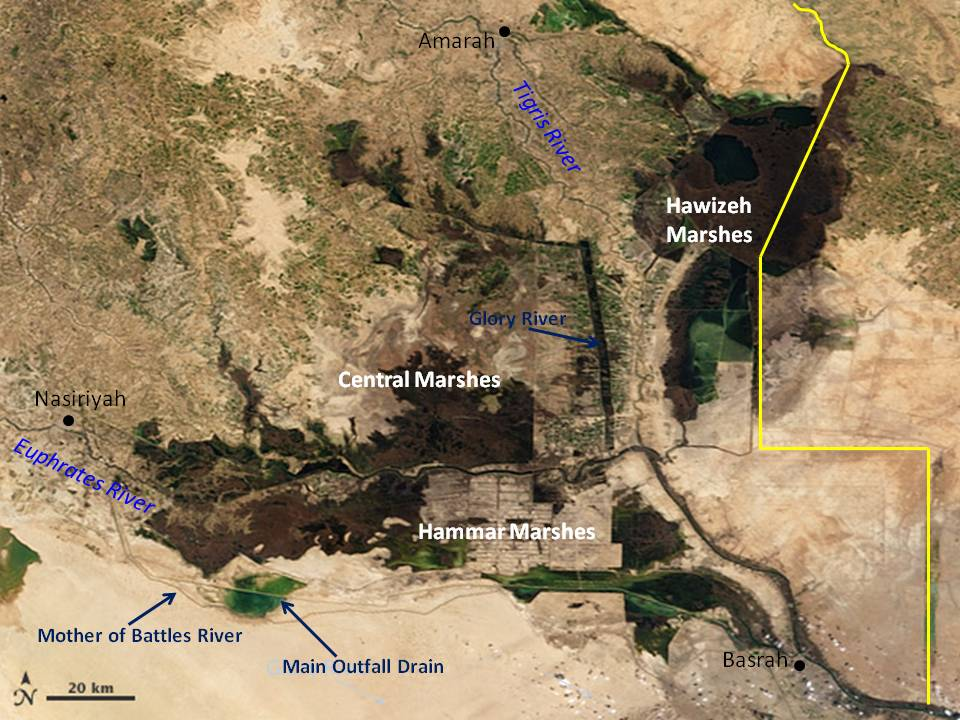
Das südirakische Marschland; der Hammarsee bedeckt heute nur den südlichen Teil der Hammarmarschen.

Der Hammarsee (arabisch هور الحمّار, DMG Hawr al-Ḥammār) ist ein Salzsee im Gouvernement Dhi Qar im südöstlichen Irak. Der flache See ist eutroph und leicht brackig. Wasserspiegel und Fläche des Hammarsees variieren stark, zu seiner größten Ausdehnung von etwa 1350 km² bedeckte er fast das gesamte umliegende Marschland und war der größte natürliche See des Irak, ein Großteil lag im Gouvernement Basra. Der See kann aber auch vollständig austrocknen. Der Wasserspiegel ist von den saisonalen Hochwassern des Euphrat abhängig: Die maximale Tiefe des Sees beträgt im April und Mai bis zu drei Meter, sonst ist der See etwa einen bis zwei Meter tief.
Der See entstand angeblich im 5. Jahrhundert, als während eines starken Hochwassers des Euphrat die umgebenden Deiche brachen und das Tiefland zwischen Basra und Suq asch-Schuyuch überflutet wurde. Er befindet sich im 2800 km² (in der Trockenzeit) bis zu 4500 km² (in der Regenzeit) großen Feuchtgebiet der Hammarmarschen, durch die der Euphrat fließt. Seit 2016 ist es als Teil des UNESCO-Welterbes Marschland im Südirak geschützt. In und angrenzend an die Hammarmarschen befinden sich mit Rumaila, Nord-Rumaila und West-Qurna einige der größten Ölfelder des Irak. In den 1990ern wurde das gesamte Marschland, einschließlich der nördlich angrenzenden Qurna-/Zentralmarschen, durch Entwässerung und Aufstauung größtenteils zerstört und der Hammarsee verschwand, 2000 waren nur 15 % des ursprünglichen Marschlandes übrig. Seit 2003 befindet es sich in der Regeneration und teilt sich in östliche und westliche Hammarmarschen. Ein Großteil der Marschen hat sich regeneriert, jedoch ist die heutige Ausdehnung des Sees weit unter der Fläche vor der Austrocknung und der Salzgehalt höher als in herkömmlichen Feuchtgebieten. Gegenüber den Zentral- und den nordöstlich an der Grenze zum Iran gelegenen Huwaizamarschen geht es den Hammarmarschen gemessen an den Zooplanktonpopulationen besser, was vermutlich an der stetigen Wasserzirkulation liegt.
Ein rechter Arm des Euphrat, der sich bei Nasiriya aufteilt, durchfließt den See. Über die Zentralmarschen kann Wasser des Tigris in die Hammarmarschen fließen. Im Südosten ist der Hammarsee über einen künstlichen Kanal nahe Basra mit dem Schatt al-Arab verbunden, in den er überschüssiges Wasser ableitet. Die Vegetation besteht unter anderem aus Schilfrohr, Teichbinsen und Echtem Papyrus, der von den Einheimischen angebaut wird. Die Marschen und der Hammarsee sind ein wichtiges Überwinterungsgebiet für Wasservögel. In dem Gebiet wohnen die Marsch-Araber, die für Dörfer auf schwimmenden Inseln und aus Schilfrohr gebaute Häuser und Boote bekannt sind. Im südöstlichen, etwas tieferen Teil ist der See für Schiffe mit geringem Tiefgang schiffbar.
Hammar Locus, der drittgrößte Methansee auf dem Saturnmond Titan, ist nach dem Hammarsee benannt.